# حصة العون
حصة بنت عبد الرحمن بن عون العتيبي الملقبة ببنت الوطن، كاتبة صحفية وسيدة أعمال سعودية، سفيرة الأمم المتحدة لشؤون المرأة والطفل، كتبت عن الشأن العام والسياسة والاقتصاد والرياضة.

## حياتها
تولّت عدّة مناصب من أهمها:- الأمين العام للمستثمرات العرب، ورئيسة جمعية صناعة المعروف الخيرية (تحت التأسيس)، رئيسة مجلس أُمناء مركز نجود لذوي الاحتياجات الخاصة، وتولّت رئاسة مجلس حيّ الروضة النسائي، وعضوية مجلس الإدارة، ورئيسة مجلس عضوات شرف نادي الوحدة «مكة المكرمة»، كما ترأست مجلس إدارة ورئاسة تحرير مجلة جدّة اليوم، إلى جانب تولّيها منصب نائبة رئيس المجلس الاستشاري النسائي لإمارة منطقة مكة المكرمة في عهد الأمير عبد المجيد بن عبد العزيز، ورئيسة مجلس إدارة شركة البداية القابضة وشركة إرث الدولية للاستثمار والتطوير العقاري، تُعتبر رائدة فكرة المدن الصناعية للأُسر المنتجة، وهي حاصلة على العضوية الشرفية الذهبية في النادي الأهلي السعودي، وحاصلة على براءة اختراع لمجموعة أعمال منها (المحراب المتنقل) و(المراقب الذكي)، كما قدّمت الكثير من الدراسات المُهتمة بالإصلاح المالي والاقتصادي، ولها مساهمات جادّة في العديد من القنوات الفضائية المُهتمة بالشأن الإسلامي والعربي.

## حياتها الخاصة
زوجها هو الضابط المظلي السابق بالقوات البرية الملكية السعودية عبد الرحمن الجعيد.[بحاجة لمصدر]

## وفاتها
توفيت حصة العون في 22 أكتوبر 2019 بعد أزمة مرضية.